# Georges Baudoux
Pour les articles homonymes, voir Baudoux.
Œuvres principales
- Légendes canaques (1928)
- Les vieux savaient tout (1952)
- Les blancs sont venus (1972-1979)

Georges Baudoux, né le 28 mars 1870 à Paris et mort le 5 juillet 1949 à Nouméa (Nouvelle-Calédonie), est un écrivain et prospecteur français. Il est considéré comme l'un des premiers véritables écrivains de Nouvelle-Calédonie.

## Biographie
Le père de Georges Baudoux quitte Paris pour Nouméa en 1874 car il est nommé surveillant au bagne de l'Île des Pins qui reçoit entre autres des détenus communards et versaillais. À 12 ans, il quitte l'école et entre comme apprenti à l'imprimerie de La France Australe à Nouméa, un des premiers quotidiens de Nouvelle-Calédonie. 
Son père meurt quand il a 17 ans. Il décide de changer de vie, quitte Nouméa et l'imprimerie et s'installe, avec sa mère et sa sœur, dans son bateau, pour pêcher vers la baie d'Ohland, le long de la côte Ouest de la Grande Terre. Il exerce cette activité durant quatre années. Il devient alors éleveur, dresseur de chevaux, et de là date sa connaissance de la terre calédonienne et des Kanaks avec qui il pratique ses activités. Il change à nouveau de profession : il s'investit dans l'activité de mineur car les mines de cobalt et de chrome sont en plein développement. Il se passionne pour son activité, vivant en pleine nature dans la Brousse kanake. Ses affaires marchent bien. Il recrute, y compris d'anciens forçats. Vers 1897, il se marie avec Jeanne Loquet. Il commence à écrire des poèmes. Il a un fils et une fille. La mort de son fils et la mésentente avec sa femme lui font perdre son énergie. En 1904, il se remarie avec Marie Bonnet de Larbogne, et rejoint en France métropolitaine sa mère et sa sœur. En 1905, il est de retour en Nouvelle-Calédonie et reprend l'exploitation de la mine. Il a deux nouveaux enfants. En 1914, il cède la plupart de ses mines. 
Il veut retourner en Métropole mais la Première Guerre mondiale éclate et il reste à Nouméa où il achète, en 1916, une maison. Il se met à écrire. Contre son gré, le journal Le Messager publie ses histoires qui ont un grand succès. Cependant l’édition parisienne, en 1928, de ses Légendes canaques ne rencontre pas le succès, en dépit de la préface élogieuse de Lucien Lévy-Bruhl.
Georges Baudoux, par sa vie et ses écrits, est le symbole à la fois de la domination coloniale, car il fait fortune grâce à l’exploitation des mines de cobalt, et de la culture kanake dont il sait, par son talent et parce qu’il en maîtrise la langue, rendre compte. Georges Baudoux montre, dans sa nouvelle Sauvages et civilisés, de 1915, que l’attachement à la terre est incompatible avec l’exploitation minière qui faisait la fierté coloniale. Continuer à exploiter le minerai, c’est perdre un paradis. Alain Martin analyse ce qui séduit dans la prose de Georges Baudoux : « Il élargit sa mémoire personnelle en une énigme du temps collectif où le lecteur calédonien aime s'identifier aux mœurs des Canaques, aux souvenirs des bagnards, aux aventures des broussards, en cherchant à saisir qui ils étaient, ce qu'ils faisaient, ce qu'ils pensaient, ce qu'ils disaient. Ainsi Baudoux réussira une véritable « mise en scène » de leurs paroles. »
Une rue et un collège de Nouméa portent son nom.

## Publications
- Légendes canaques, avant-propos de Lucien Lévy-Bruhl, Paris, 1928, éditions Rieder, 281 p.
- Les blancs sont venus, illustrations de Patrice Nielly et Georges Kihm, Nouméa, 1972-1979, Société d'études historiques de la Nouvelle-Calédonie,  2 vol. 317 p. et 186 p.lire en ligne sur Gallica
- Les vieux savaient tout, Paris,  1952,  Nouvelles éditions latines, 251 p.
- Kanak. Premières chroniques, illustrations C. Juliet, Paris, 2011,  Éd. du Lampion
- Kaavo, histoire canaque, Nouméa, 1995, Éd. Grain de sable, 79 p.
- Il fut un temps : souvenirs du bagne, Société d'études historiques de la Nouvelle-Calédonie, N°6, réédition 1984,  271 pages